# Gowilalm
Die Gowilalm ist eine 35 Hektar große Alm in der Gemeinde Spital am Pyhrn im österreichischen Bundesland Oberösterreich. Die in Privatbesitz befindliche Alm liegt am Nordhang des Kleinen Pyhrgas in den Haller Mauern, in einer Seehöhe von 1375 m ü. A. Auf einer Weidefläche von 14 Hektar werden etwa 6 Jungrinder und 7 Kühe behirtet. Die Gowilalm ist von Mai bis Anfang November täglich bewirtschaftet und die gleichnamige Schutzhütte bietet Übernachtungsmöglichkeiten. Die Hütte erhielt im 19. Jahrhundert ihren Namen, er stammt aus der Zeit der Franzosenkriege von einem Soldat namens Gauville, der sich hier über lange Zeit vor den feindlichen Truppen versteckt hielt.

## Tourenmöglichkeiten
- Die Etappe 5 des Kalkalpenwegs führt von Windischgarsten auf die Gowilalm

### Zustiege
- vom Parkplatz in Oberweng über den Weg 616 in ca. 1 1/4 Stunden
- vom Parkplatz beim ehemaligen Gasthaus Großhütte über den Weg 618 in ca. 1 1/2 Stunden

### Gipfelbesteigungen
- Großer Pyhrgas (2244 m) über den teilweise versicherten Bad Haller Steig in ca. 3 Stunden
- Kleiner Pyhrgas über den Weg 619 in ca. 2 1/2 Stunden

### Übergänge zu Nachbarhütten
- zur Hofalmhütte (1305 m) über den Bad Haller Steig (teilweise versichert) auf den Großen Pyhrgas und Abstieg zur Hütte über den Normalweg
- zum Rohrauerhaus (1308 m) über den Bad Haller Steig (teilweise versichert) auf den Großen Pyhrgas und Abstieg zur Hütte über den Hofersteig